# Andrew Buchan
Andrew Buchan (19 de febrero de 1979) es un actor británico conocido por sus papeles de Mark Latimer en Broadchurch (2013–17), de Scott Foster en Party Animals (2007), de John Mercer en The Fixer (2008–09), y de William Garrow en Garrow's Law (2009–11).

## Primeros años
Buchan nació en Stockport y creció en los suburbios de Lostock en Bolton. Asistió al Rivington and Blackrod High School.
Trabajó para Granada Studios como guía turístico. También trabajó como camarero en Aeropuerto de Manchester, y como obrero en Italia.
En 2001, se graduó de la Universidad de Durham en Artes. Después de eso asistió a la Royal Academy of Dramatic Art (RADA).

## Carrera
En cuanto al teatro, ha aparecido como Mercutio en Romeo y Julieta. En 2008, apareció en The Man Who Had All the Luck. Andrew recibió el Manchester Evening News Theatre Award a Mejor Actor en una producción teatral. En 2011–12 participó en la obra de teatro Ricardo II.
Su carrera comenzó en 2006 cuando hizo de St John Rivers en 2006 en Jane Eyre y luego de Scott Foster junto a Matt Smith en Party Animals. En 2007, hizo de Jem Hearne en la galardonada Cranford en un reparto que incluía a Judi Dench, Imelda Staunton y Eileen Atkins. También en 2007, hizo del profesor 'Sean Knowles', junto a Richard Coyle y Indira Varma en The Whistleblowers. En 2008, apareció eb el primer episodio de la cuarta temporada de Bones como Dr. Ian Wexler.
En 2008 y 2009, protagonizó The Fixer como John Mercer.
En 2009, hizo de Fishwick en la película biográfica sobre John Lennon, Nowhere Boy junto a Kristin Scott Thomas, y dirigida por Sam Taylor-Wood.
En Garrow's Law, protagonizó con el papel de William Garrow. La temporada 1 se estrenó el 1 de noviembre de 2009, y continuó otras dos temporadas.
En diciembre de 2009, hizo del carpintero Jem Hearne en Return to Cranford.
En 2010, Buchan hizo de Billy Marshall en la película Abroad.  Fue estrenada en Canadá el 14 de marzo de 2010. En 2010 hizo de Joseph in en 'The Nativity'.
El 6 y 7 de enero de 2011 apareció en una dramatización del  incidente de Laconia.
En 2013, protagonizó Broadchurch, como Mark Latimer, padre del niño asesinado, Danny Latimer. Por este papel fue gapardonado con el Premio a Mejor Actor en los Crime Thriller Awards 2013. El éxito de la serie llevó Andrew, junto a su compañera de reparto, Jodie Whittaker, a presentar los premios BAFTA en mayo de 2013.  Ese mismo mes su película, Having You, fue estrenada en Sky Movies. En esa comedia hace Jack, junto a Romola Garai como su novia y a Anna Friel como una aventura.
En 2013 también salió la película Bodegón, en la que Andrew hizo un cameo junto a Eddie Marsan. Ese mismo año produjo y prtagobizó su orimer cortometraje, 1946, basada en la vida del actor, Jimmy Stewart. La pelícjla ganó el Premio a la Distinción en los Williamsburg Independent Film Festival 2014.
En julio de 2014 Buchan protagonizó junto a Maggie Gyllenhaal el thriller The Honourable Woman. En octubre de 2014 protagonizó The Great Fire, haciendo de Thomas Farriner, el panadero de Pudding Lane.
En 2015 fue anunciado que haría el papel principal en el drama Home junto a Bethany Joy Lenz.
En Navidad de 2016 la dramatización de la novela The Last Dragonslayer junto a Buchan en el papel del mago, The Great Zambini.
En Navidad de 2017 fue lanzada la película All the Money in the World -en que Andrew hizo de John Paul Getty, el millonario del petróleo, compartiendo pantalla junto a Michelle Williams.
En febrero de 2018 Andrew hizo un cameo en The Mercy – junto a Colin Firth and Rachel Weisz en los papeles protagonísticos. Ese mismo año hizo de Henri Matisse en la serie Genius: Picasso, junto a Antonio Banderas y Clémence Poésy.
Ha aparecido en el drama, Dickens Confidential, y en las dramatizaciones de radio, Therese Raquin y The Great Gatsby. ha leído prosa y poética en la BBC, Words and Music: Law and Order y Ave Maria, como también ha figurado en juegos de rol, audiolibros, doblajes y documenyales y concursos de televisión como Britain’s Best Home Cook.
En el 2019, apareció en la serie británica, The Crown, donde encarno al esposo de Camilla Parker Bowles, Andrew Parker Bowles

## Vida personal
Buchan se casó con la actriz Amy Nuttall, el 8 de septiembre de 2012. La pareja había estaod junta desde 2007. En enero de 2015 Buchan reveló que estaban a la espera de su primer hijo.

## Filmografía
Serie netflix Palomas Negras.
| Año  | Título                     | Papel                | Notas                                                             |
| ---- | -------------------------- | -------------------- | ----------------------------------------------------------------- |
| 2006 | If I Had You               | Marcus               | Película de televisión                                            |
| 2006 | Jane Eyre                  | St. John Rivers      | Miniserie (1 episodio: "Episodio N. 1.4")                         |
| 2007 | Party Animals              | Scott Foster         | Serie de televisión (8 episodios)                                 |
| 2007 | The Deaths of Ian Stone    | Ryan                 |                                                                   |
| 2007 | Cranford                   | Jem Hearne           | Serie se televisión (6 episodios: 2007–2009)                      |
| 2007 | The Whistleblowers         | Sean Knowles         | Serie se televisión (1 episodio: "No Child Left Behind")          |
| 2008 | Bones                      | Dr. Ian Wexler       | Serie de televisión (1 episodio: "Yanks in the UK: Part 1 and 2") |
| 2008 | The Fixer                  | John Mercer          | Serie de televisión (12 episodios: 2008–2009)                     |
| 2009 | Garrow's Law               | William Garrow       | Serie de televisión (12 episodios: 2009–2011)                     |
| 2009 | Nowhere Boy                | Fishwick             |                                                                   |
| 2010 | Abroad                     | Billy Marshall       | Película de televisión                                            |
| 2010 | Coming Up                  | Ben                  | TV series (1 episodio: "Eclipse")                                 |
| 2010 | The Nativity               | Joseph               | Serie de televisión (4 episodios)                                 |
| 2010 | The Sinking of the Laconia | Mortimer             | Sefie de televisión                                               |
| 2011 | Whitelands                 | Connor               | Cortometeaje                                                      |
| 2013 | Broadchurch                | Mark Latimer         | Serie de televisión (24 episodios: 2013-2017)                     |
| 2013 | Having You                 | Jack                 |                                                                   |
| 2014 | The Honourable Woman       | Ephra                | Serie de televisión (7 episodios)                                 |
| 2014 | 1946                       | Jimmy Stewart        | Cortometraje                                                      |
| 2014 | The Great Fire             | Thomas Farriner      | Serie de televisión (4 episodios)                                 |
| 2016 | Home                       | Joe                  | Película de televisión                                            |
| 2016 | The Last Dragonslayer      | Zambini              | Película de televisión                                            |
| 2017 | Todo el dinero del mundo   | John Paul Getty Jr.  |                                                                   |
| 2019 | The Crown                  | Andrew Parker Bowles | serie de televisión                                               |